# Автомагістралі Франції

Карта автомагістралей Франції (станом на 2012 рік).

Автомагістралі Франції (фр. Autoroutes françaises Autoroutes françaises) — це система швидкісних автомобільних доріг в цій країні. Значна частина автомагістралей у Франції — платна, вони будуються, керуються та обслуговуються різними приватними компаніями.
За даними Національного інституту статистики та економічних досліджень Франції на 31 грудня 2014 року, загальна протяжність автомобільних доріг в метрополії становила 1 050 613 км, з них — 9645 км національних доріг та 11 560 км автомагістралей .
За даними, наведеними газетою Le Figaro, станом на середину 2017 року країні було вже 11 882 км автомагістралей, з яких 9137 км знаходилися під управлінням приватних компаній, значна частина цих магістралей була платною — для сплати були організовані 133 пункту в'їзду-виїзду. На автомагістралях Франції було 946 дорожніх розв'язок та 637 зон відпочинку .

## Історія
З масовою автомобілізацією, що охопила багато країн, включаючи Францію, після закінчення Першої світової війни, виникло питання будівництва автомобільних доріг — більш швидкісних і безпечних, ніж існували до того. Перші дослідження у Франції з даного питання почалися у 1927 році, коли почалися розробки автомагістралі на захід від Парижа. Але той перший проект так ніколи і не був реалізований .
У 1930—1935 роках з'являються ще кілька проектів швидкісних автомагістралей: уздовж Лазурного Берега, від Ліона до Женеви, до Монблану і Клермон-Феррану, від Парижа на північний схід до Лілля і на південь — до Ліона та Марселя . Однак, всі ці проекти залишаються на папері. У 1936 році починається будівництво першої автомагістралі від передмістя Парижа Сен-Клу до Оржевалю включаючи створення 800-метрового тунелю. Будівництво мало завершитися до кінця 1940 року, проте було відкладено через початок Другої світової війни та німецької окупації Парижа. Будівництво відновлюється після звільнення країни в жовтні 1945 року і магістраль відкривається для автомобілістів лише 9 червня 1946 року.
До 1950 років стає зрозуміло, що у держави немає достатньо коштів для фінансування широкомасштабного будівництва доріг. Праві партії висувають ідею передачі концесій на будівництво та експлуатацію автомагістралей приватним компаніям. Ліві не погоджуються і вимагають безкоштовних доріг. Тодішньому міністру транспорту і публічних робіт Антуану Піне вдається з великими труднощами домогтися прийняття закону, згідно з яким дозволялись приватні платні автомагістралі, що призвело до стрімкого розвитку швидкісної дорожньої мережі.

## Динаміка протяжності автомагістралей
Джерело: ASFA

## Загальна інформація
У Франції існує 3 основних види автомобільних доріг: автомагістралі (фр. autoroutes позначаються літерою А і наступним за ним числом), національні дороги (фр. routes nationales або просто nationales позначаються літерою N та наступним за ним числом) та місцеві дороги (фр. routes départementales позначаються літерою D і наступним за ним числом). Зараз багато автомагістралей і деякі національні дороги включені в європейську систему швидкісних автомобільних маршрутів і позначаються додатково буквою E і наступним за ним числом (паралельно з французькою нумерацією).
Всі автомагістралі Франції пронумеровані, крім того, деякі з них мають власні імена. Основні автомагістралі мають номер з однієї або двох цифр, наступних за буквою A. Інші автомагістралі (зазвичай з'єднувальні ділянки між основними) мають код з трьох цифр, перші 2 з яких є кодом основної автомагістралі. Номери від 1 до 16 надані автомагістралям, які віялом розходяться від Парижа (крім A2, A7, A8 і A9). Номери понад 20 розподілені між автомагістралями в залежності від їх географічного розташування наступним чином:
- від A21 до A29 — північ
- від A30 до A39 — північний схід
- від A41 до A49 — схід
- від A50 до A57 — південний схід
- від A61 до A68 — південний захід
- від A71 до A77 — центр
- від A81 до A89 — захід

Єдиними винятками з цієї системи є автомагістралі , яка йде навколо Парижа, і , яка йде від Бордо в напрямку Ліона.
Автомагістралі є найбільш сучасними і швидкісними дорогами. Дозволена швидкість на них становить 130 км / год для легкових автомобілів (110 км / год під час дощу) і 90 км / год для вантажних автомобілів і громадського транспорту. У деяких випадках також діють інші швидкісні обмеження .

## Перелік основних автомагістралей
| Номер                                                                                                | Євро-маршрут | Назва (за наявністю)                                                           | Кінцеві пункти                                                           | км     |        |
| --- | ------------ | ------------------------------------------------------------------------------ | ------------------------------------------------------------------------ | ------ | ------ |
| |              | Autoroute du Nord                                                              | Париж — Лілль                                                            | 210    | [ 6 ]  |
| |              |                                                                                | Перонна — Валансьєнн                                                     | 60     | [ 7 ]  |
| |              |                                                                                | Париж — Оне-су-Буа                                                       | 13,6   |        |
| |              | Autoroute de l'Est                                                             | Париж — Страсбург                                                        | 480    | [ 8 ]  |
| |              |                                                                                | Париж — Лангр                                                            | 253    | [ 9 ]  |
| |              | Autoroute du Soleil                                                            | Париж — Ліон                                                             | 455    | [ 10 ] |
| |              | Autoroute du Soleil                                                            | Ліон — Марсель                                                           | 305    | [ 11 ] |
| |              | La Provençale                                                                  | Екс-ан-Прованс — кордон Італії                                           | 225    | [ 12 ] |
| |              | La Languedocienne (Оранж — Нарбонна) La Catalane (Нарбонна — кордон)           | Оранж — кордон Іспанії                                                   | 285    | [ 13 ] |
| |              | L'Aquitaine                                                                    | Париж — Бордо                                                            | 567    | [ 14 ] |
| |              | L'Océane                                                                       | Париж — Нант                                                             | 347    | [ 15 ] |
| |              |                                                                                | Рокенкур — Трапп                                                         | 11     |        |
| |              | Autoroute de Normandie                                                         | Париж — Кан                                                              | 225    | [ 16 ] |
| |              |                                                                                | Париж (внутрішньоміська автомагістраль)                                  | 15,9   |        |
| |              |                                                                                | Вільне́в-ла-Гаре́нн — Сержі (Валь-д'Уаз)                                   | 31     |        |
| |              | L'Européenne                                                                   | Париж — Дюнкерк                                                          | 311    | [ 17 ] |
| |              | L'Éco Autoroute                                                                | Санс — Куртне                                                            | 131    | [ 18 ] |
| |              | L'Occitane                                                                     | В'єрзо́н — Монтобан                                                       | 425    | [ 19 ] |
| |              | La Rocade Minière                                                              | Екс-Нулетт — Душі́-ле-Мін                                                 | 57     |        |
| |              |                                                                                | Вільньов-д'Аск — кордон Бельгії                                          | 20     |        |
| |              |                                                                                | Лілль — Валансьє́нн                                                       | 50     | [ 20 ] |
| |              |                                                                                | Лілль — Дюнкерк                                                          | 60     | [ 21 ] |
| |              | Autoroute des Anglais                                                          | Кале — Труа                                                              | 405    | [ 22 ] |
| |              |                                                                                | Вільньов-д'Аск — кордон Бельгії                                          | 16     |        |
| |              |                                                                                | Тур — Руан — Аббеві́ль                                                    | 387    | [ 23 ] |
| |              |                                                                                | Гавр — Сен-Кантен                                                        | 268    | [ 24 ] |
| |              | Autoroute de la vallée de la Fensch                                            | Юканж — Омец                                                             | 40     |        |
| |              | Autoroute de Lorraine-Bourgogne                                                | Люксембург — Нансі — Бон                                                 | 350    | [ 25 ] |
| |              |                                                                                | Нансі — Люневі́ль                                                         | 27     |        |
| |              | Autoroute des Ardennes                                                         | Реймс — Шарлеві́ль-Мезьє́р                                                 | 75     |        |
| |              | Autoroute des Cigognes                                                         | Страсбург — Мюлуз                                                        | 180    | [ 26 ] |
| |              | La Comtoise                                                                    | Бон — Мюлуз                                                              | 235    | [ 27 ] |
| |              | La Bourguignonne                                                               | Пуї́-ан-Осуа́ — Діжон                                                      | 42     |        |
| |              | Autoroute Verte                                                                | Діжон — Бурк-ан-Брес                                                     | 150    | [ 28 ] |
| |              | Autoroute des Titans (Макон — Бельга́рд-сюр-Вальсери́н) далі — Autoroute Blanche | Макон — Монбланський тунель                                              | 208    | [ 29 ] |
| |              | Autoroute des Alpes                                                            | Гренобль — Женева                                                        | 131    | [ 30 ] |
| |              | Autoroute de la Vallée du Rhône                                                | Ліон — Пон-д'Ен                                                          | 53     | [ 31 ] |
| |              | Autoroute de la Maurienne                                                      | Ліон — Шамбері — Тунель Фрежю                                            | 185    | [ 32 ] |
| |              | La Lyonnaise                                                                   | Об'їзна дорога навколо Ліона                                             | 62     | [ 33 ] |
| |              | L'urbaine                                                                      | Живор — Сент-Етьєн                                                       | 29     | [ 34 ] |
| |              |                                                                                | Бургуе́н-Жальє́ — Гренобль                                                 | 51     |        |
| |              |                                                                                | Муаран — Рома́н-сюр-Ізе́р                                                  | 70,5   |        |
| |              | Autoroute Est de Marseille                                                     | Марсель — Тулон                                                          | 64     |        |
| |              | Autoroute du val de Durance                                                    | Складається з двох різних ділянок: Марсель — Гап та Гренобль — хребет Фо | 146+26 | [ 35 ] |
| |              |                                                                                | Фюво — Обань                                                             | 26     |        |
| |              | La Camarguaise                                                                 | Нім — Салон-де-Прованс                                                   | 49     |        |
| |              | Autoroute du Littoral                                                          | Марсель — Мартиг                                                         | 40     | [ 36 ] |
| |              | La Toulonnaise                                                                 | Тулон — Ле-Канне-де-Мор                                                  | 55     | [ 37 ] |
| |              | Autoroute des Deux Mers                                                        | Тулуза — Нарбонна                                                        | 150    | [ 38 ] |
| |              | Autoroute des Deux Mers                                                        | Бордо — Тулуза                                                           | 234    | [ 39 ] |
| |              | Autoroute de la Côte Basque                                                    | Бордо — кордон Іспанії                                                   | 206    | [ 40 ] |
| |              | La Pyrénéenne                                                                  | Байонна — Тулуза                                                         | 277    | [ 41 ] |
| |              | Autoroute de Gascogne                                                          | Лангон — По                                                              | 150    |        |
| |              | L'Ariégeoise                                                                   | Тулуза — Пам'є́                                                           | 38     | [ 42 ] |
| |              | L'autoroute du pastel                                                          | Тулуза — Альбі́                                                           | 62     | [ 43 ] |
| |              | L'Arverne                                                                      | Орлеан — Клермон-Ферран                                                  | 290    | [ 44 ] |
| |              | L'autoroute de la Loire                                                        | Сент-Етьє́н — Бальбіньї                                                   | 55     |        |
| |              | La Méridienne                                                                  | Клермон-Ферран — Пезенас                                                 | 335    | [ 45 ] |
| |              | Autoroute de l'Arbre                                                           | Дордів — Невер                                                           | 161    | [ 46 ] |
| |              | L'Armoricaine                                                                  | Ле-Ман — Ренн                                                            | 93     | [ 47 ] |
| |              | La Bretonne                                                                    | Нант — Сотрон                                                            | 4,5    |        |
| |              | Autoroute des Estuaires                                                        | Нант — Ніор                                                              | 152    | [ 48 ] |
| |              | Autoroute des Estuaires                                                        | Ренн — Кан                                                               | 170    | [ 49 ] |
| |              |                                                                                | Анжер — Тур — В'єрзо́н                                                    | 206    | [ 50 ] |
| |              | Le Superpériphérique                                                           | Кільцева автомагістраль навколо Парижа                                   | 79     |        |
| |              | Autoroute de Vendée                                                            | Анжер — Ла-Рош-сюр-Йон                                                   | 129    | [ 51 ] |
| |              |                                                                                | Кан — Се                                                                 | 80     |        |
| |              | La Transeuropéenne                                                             | Бордо — Клермон-Ферран — Ліон                                            | 487    | [ 52 ] |
| Загальне джерело: Мапа підготовлена міністерством екології, сталого розвитку та енергетики Франції . |              |                                                                                |                                                                          |        |        |